# Buffalo Gap (Teksas)
Buffalo Gap – miasto w Stanach Zjednoczonych, w stanie Teksas, w hrabstwie Taylor.